# Taifa von Huelva

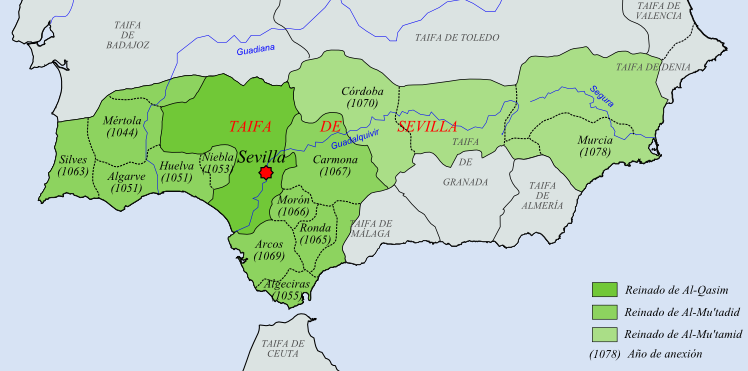
Kleinkönigreiche (taifas) in Andalusien und Portugal

Die nur kurzzeitig existierende Taifa von Huelva (manchmal auch Taifa von Huelva und Saltés; arabisch طائفة ولبة وشلطيش, DMG Ṭāʾifat Walba wa-Šalṭīš) war ein mittelalterliches islamisches Kleinkönigreich (taifa) im Mündungsbereich des Río Guadiana im Westen Andalusiens im Südwesten der Iberischen Halbinsel.

## Geschichte
Das Taifa-Reich von Huelva entstand in der Phase des Untergangs des Kalifats von Córdoba (1009–1031). Es wurde um das Jahr 1012 (vielleicht schon im Jahr 1008) von Abd al-Aziz al-Bakri Izz ad-Dawla gegründet, der sich den Titel Señor de Umba y Xaltis zulegte. Er herrschte insgesamt ca. 40 Jahre bis 1051 oder 1053. Danach wurde die Macht von Abbad II. al-Mu'tadid, dem Herrscher der Taifa von Sevilla, übernommen. Ab dem Jahr 1091 stand die Region unter der Kontrolle der berberischen Almoraviden und von ca. 1150 bis 1250 unter der Oberherrschaft der Almohaden. Im Zuge der christlichen Reconquista fiel die Regierungsgewalt um die Mitte des 13. Jahrhunderts an die Krone von Kastilien.

## Herrscher

### Bakriden
- Abd al-Aziz al-Bakri Izz ad-Dawla, ca. 1012–1051/53

### Taifa von Sevilla
- 1051–1091

### Almoraviden
- 1091–1145

### Almohaden
- 1150–1250